# Yigoga nigrescens
Yigoga nigrescens là một loài bướm đêm trong họ Noctuidae.